# پتیر ام. کریستین
پتیر امی. کریستین، متولد ۲۸ سپتامبر ۱۹۵۱، یک سیاستمدار میکرونزی است که از دسامبر ۲۰۲۰، به عنوان دومین و رئیس‌جمهور ایالات فدرال میکرونز انتخاب شد. قبل از انتخابش به عنوان رئیس‌جمهور، او در پارلمان میکرونز، وزارت خارجه و به عنوان معاون رئیس جمهور ویژه نامه موارد مختلفی خدمت کرده بود. او در حوزه‌های امنیت ملی و توسعه پایدار فعالیت داشته و به‌طور کلی شهرت برای فعالیت‌های اجتماعی و سیاسی خود از خود برجسته است.